# 1923년 전국체육대회 럭비
1923년 전국체유대회 럭비는 일제강점기 조선 경기도 경성부에서 개최된 1923년 전국체육대회의 시범 경기 종목이다. 1923년 11월 21일부터 11월 22일까지 휘문고등보통학교 운동장에서 개최되었다. 제4회 전조선축구대회 도중 시범 경기 형식으로 진행되었으며, 한국 최초의 공식 럭비 경기로 기록되고 있다. 1923년 11월 21일 오전에 럭비구락부 럭비단과 중앙고등보통학교 럭비단 간의 경기가 진행되었고, 1923년 11월 22일 오전에 럭비구락부 럭비단과 보성고등보통학교 럭비단 간의 경기가 진행되었다.

## 경기장
| 경기장                  | 도시 | 좌석 | 수용 | 부문   | 세부 종목 | 비고 |
| ----------------------- | ---- | ---- | ---- | ------ | --------- | ---- |
| 휘문고등보통학교 운동장 | 경성 |      |      | 청년부 | 남자      |      |

## 럭비단
| 부문        | 럭비단                         | 도시 | 첫 참가 | 횟수 | 비고 |
| ----------- | ------------------------------ | ---- | ------- | ---- | ---- |
| 청년부 남자 | 럭비구락부 럭비단 (경기)       | 경성 | 1923    | 1    |      |
| 청년부 남자 | 보성고등보통학교 럭비단 (경기) | 경성 | 1923    | 1    |      |
| 청년부 남자 | 중앙고등보통학교 럭비단 (경기) | 경성 | 1923    | 1    |      |

## 경기 일정
| 1923년    | 1923년    | 11월 | 11월 | 11월 |
| 1923년    | 1923년    | 21일 | 22일 |      |
| --------- | --------- | ---- | ---- | ---- |
| 청년부    | 남자      |      |      |      |
| 일일 합계 | 일일 합계 | 0    | 0    |      |
| 누적 합계 | 누적 합계 | 0    | 0    |      |

## 참고 문헌
- 《대한체육회 50년》. 대한체육회. 1970. 2020년 11월 8일에 원본 문서에서 보존된 문서. 2022년 11월 5일에 확인함.
- 《대한체육회 70년사》. 대한체육회. 1990. 2020년 11월 8일에 원본 문서에서 보존된 문서. 2022년 11월 5일에 확인함.
- 《대한체육회 90년사》. 대한체육회. 2011. 2020년 11월 8일에 원본 문서에서 보존된 문서. 2022년 11월 5일에 확인함.
- 대한체육회 100주년 기념사업부 (2020). 《대한민국 체육 100년》. 대한체육회. 2023년 9월 21일에 원본 문서에서 보존된 문서. 2024년 7월 3일에 확인함.
- “燦爛(찬란)한校旗(교기)가林立(임립)한곳에 必勝(필승)을期(기)하는全鮮健兒(전선건아)”. 동아일보. 1923년 11월 22일.
- “一層(일층)의 緊張(긴장)을 보인 全朝鮮蹴球(전조선축구)의 第二日(제이일)”. 동아일보. 1923년 11월 23일.

| 전국체육대회 럭비 |                                    |
|                   | 1923년 전국체육대회 럭비 1923 경성 |
|                   |                                    |